# 先出し!THE NEWS
『先出し!THE NEWS』（さきだし!ザ・ニュース）は、2009年3月30日から9月25日まで、TBSおよびJNN系列の一部の局で放送されたニュース番組である。尚、同年7月17日までは情報バラエティ番組『サカスさん』の冒頭ミニニュース枠として放送されていた。

## 概要
17時・18時に放送されていた『イブニング・ファイブ』が18時・19時の『総力報道!THE NEWS』に改編されたことによって空枠となった17時は、16:53より関東および一部地域ネットの生活情報番組『サカスさん』を編成し、それ以外は各地域ごとの情報番組ないしドラマ・時代劇の再放送等の編成になった。
そのため、『イブニング・ファイブ』の17時をネットしていた局に向けて、他系列局の17時のニュース番組のスタート時間に対抗する形で、同番組の冒頭に「先出し!THE NEWS」が編成され、事実上『イブニング・ファイブ』の冒頭部分が独立する形となった。
オープニングは、スタジオの引きの映像をバックに、他の『THE NEWS』と同じ山下達郎の「ミューズ」のインストゥルメンタルバージョンが流れ、キャスターが「こんにちは。先出し!THE NEWSです」と挨拶をし、すぐにトップ項目に入るという形であった。「先出し!THE NEWS」のタイトルが表示されることはなかった。まれにキャスターの挨拶も「ニュースをお伝えします」だけで、タイトル自体が読み上げられないこともあった。字幕も他の『THE NEWS』と同じフォーマットであったが、冒頭読み時の下部見出しの表示の仕方とアタック音が『総力報道!-』のものと同じである。他にも、一部のニュースVTRには同じく『総力報道』担当のナレーターが務めている。
2009年7月20日より『サカスさん』が月曜 - 木曜14時台に移動すると、本番組は独立したスポットニュース枠となり、タイトルも「THE NEWS」と改められ、放送時間も16:43 - 16:53（月曜日 - 木曜日、冒頭の2分間にCMが入るため、実質的な放送時間は金曜日と同じ）、16:45 - 16:53（金曜日）となった。この頃から、最初のニュースのVTRからスタートすることが多くなった。
2009年9月28日からの『イブニングワイド』（16:53 - 18:40）の放送開始に伴い、9月25日をもって終了した。

## 出演者
- 長岡杏子（当時TBSアナウンサー。『総力報道!THE NEWS』と兼務）

※長岡アナが出演できない時は、藤森祥平アナウンサー（当時）が出演していた。

## ネット局
- 静岡放送では自社制作の報道・情報番組『SBSイブニングeye』に内包。
- 新潟放送 では 2009年7月6日より自社制作の情報番組『イブニング王国!』に内包。
- ネット局のひとつ、山陽放送では自社制作の情報番組『イブニングDonDon』内において7月6日からネット開始。当初は同時ネットだったが、時間変更後初の放送となった7月22日からはTBSよりも約15分遅れの時差ネットとなっている。いずれも2 - 3項目で飛び降りてローカルニュースコーナーに接続される。
- テレビユー山形・RKB毎日放送は同時ネットで放送（前者は独立番組、後者は『今日感テレビ』に内包）。